# Gewerkschaftshaus (Frankfurt am Main)

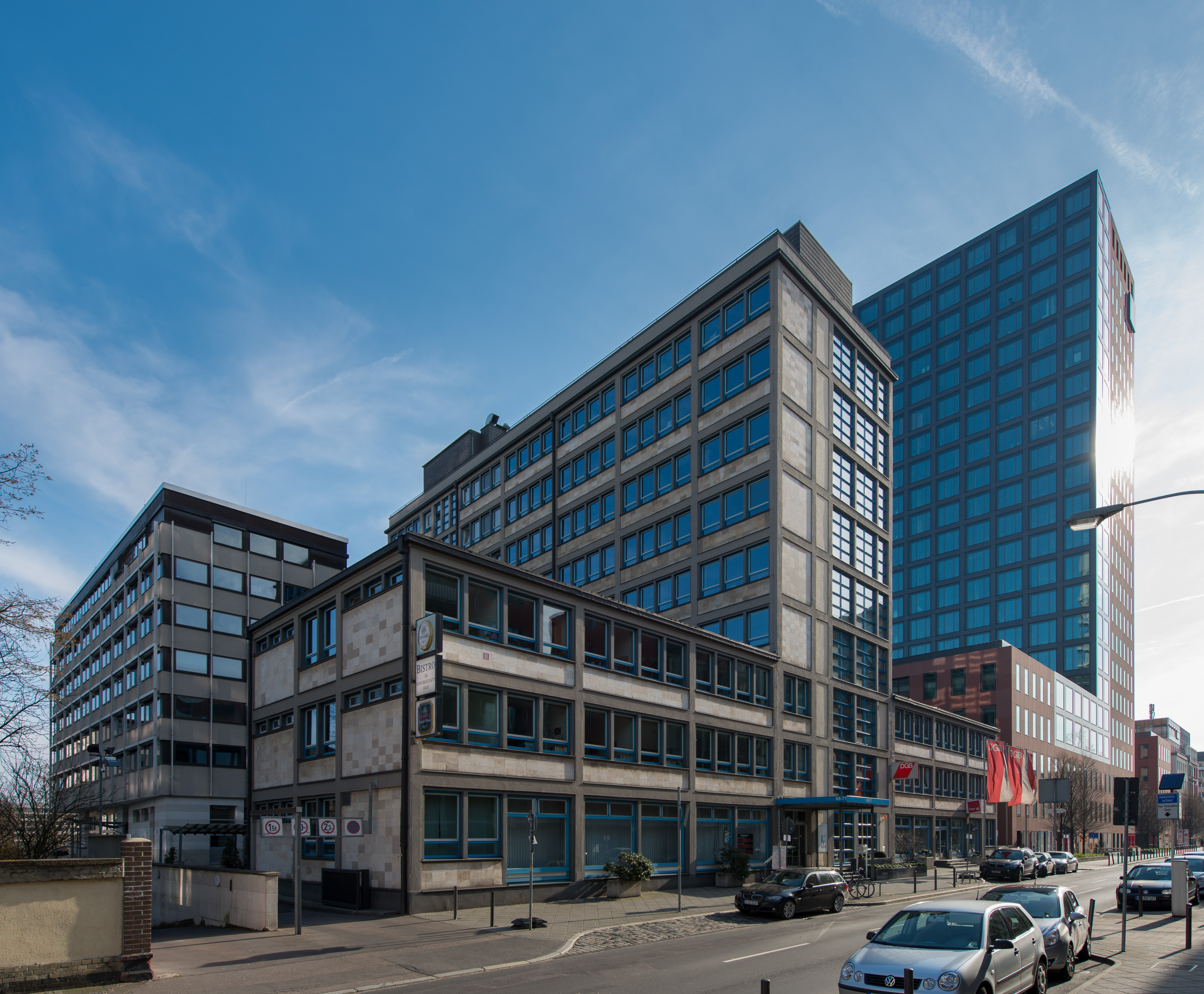
Gewerkschaftshaus vor dem modernen Main Forum, dem Hauptsitz der IG Metall

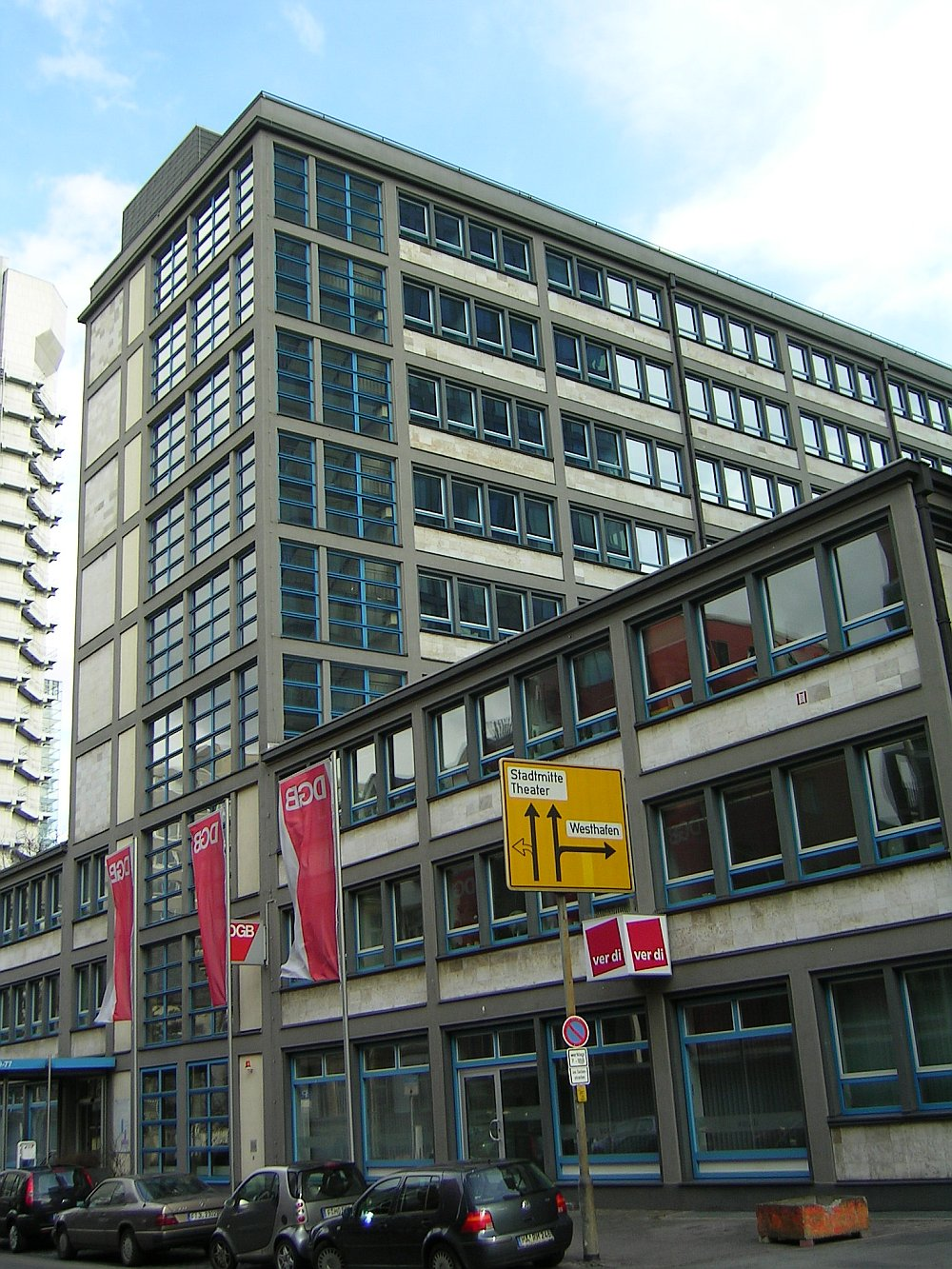
Gewerkschaftshaus von 1931

Das Gewerkschaftshaus in Frankfurt am Main ist ein denkmalgeschütztes Bürogebäude, das 1931 eingeweiht wurde. Das Hochhaus im Gutleutviertel ist heute Sitz des Deutschen Gewerkschaftsbundes, Bezirk Hessen-Thüringen und Region Frankfurt-Rhein-Main und der Gewerkschaft ver.di Bezirk Frankfurt am Main und Region.
1901 hatte der ADGB das Frankfurter Gewerkschaftshaus an der Ecke Allerheiligenstraße / Stoltzestraße eröffnet. In den 1920er Jahren erwies sich dieses Gebäude als zu klein, so dass 1930 beschlossen wurde, einen Neubau zu errichten.
Das Architekturbüro Taut & Hoffmann entwarf den Plan eines neungeschossigen Bürogebäudes, das neben den Büroräumen der Gewerkschaft noch ein Hotel, Gaststätten und Veranstaltungssäle enthielt. Chronologisch fiel das Gebäude in die Zeit des Neuen Frankfurt. Stadtplanerisch stand das Vorhaben stark in der Kritik. Heute fällt in der Skyline Frankfurts das 31 Meter hohe Gewerkschaftshaus nicht mehr auf, zur Zeit seiner Errichtung war es jedoch nach dem I.G.-Farben-Haus (35 m) das höchste Bürogebäude der Stadt. Es entstand in einem damaligen Villenviertel, dem ehemaligen Holzmannschen Park zwischen Untermainkai und Bürgerstraße. Das moderne Bürogebäude im Stil des Funktionalismus passte stilistisch nicht in die Architektur des Viertels und dominierte vom Main aus gesehen das Stadtbild. Es kam zu einem Gerichtsverfahren, das die Gewerkschaften in zweiter Instanz für sich entscheiden konnten. Das Oberlandesgericht Frankfurt genehmigte den Plan, verbot jedoch Hotelbetrieb und Gartenrestaurant.
Das Gewerkschaftshaus wurde 1930 begonnen und bereits im Juli 1931 nach elfmonatiger Bauzeit eingeweiht. Der Stahlskelettbau mit einem Stützenraster von 6,50 m hat ein Flachdach und kostete 1,7 Millionen Reichsmark (in heutiger Währung und Kaufkraft 8,2 Millionen Euro). Etwa 4000 Quadratmeter Bürofläche stehen zur Verfügung.
Nach der Machtergreifung der NSDAP Anfang 1933 wurden die freien Gewerkschaften verboten und das Haus wurde am 10. Mai 1933 von der Deutschen Arbeitsfront (DAF) übernommen, die das Haus als „Haus der Arbeit“ nutzte. Die Nationalsozialisten planten einen monumentalen Erweiterungsbau mit Front zum Untermainkai, der aber nie verwirklicht wurde.
1946 erhielten die neu gegründeten freien Gewerkschaften das Haus zurück. Die Bürgerstraße, an der das Gewerkschaftshaus liegt, wurde in Erinnerung an den Gewerkschaftsführer Wilhelm Leuschner in Wilhelm-Leuschner-Straße umbenannt. 1967 baute die IG Metall ihre Hauptverwaltung direkt neben dem Gewerkschaftshaus. Dieses Gebäude wurde 2003 durch einen Neubau ersetzt (das Hochhaus Main Forum).